# Märta Zätterström
Märta Elisabet Maria Zätterström, ogift Traung, född 22 januari 1884 i Arvika församling, Värmlands län, död 12 oktober 1970 i Oscars församling i Stockholm, var en svensk matskribent.
Märta Zätterström var dotter till skeppsredaren Teodor Traung och Elin Tenow samt syster till Olof Traung. Märta Zätterström var matskribent i veckotidningarna Idun och Vecko-Journalen. Hon var engagerad i Yrkeskvinnors klubb i Stockholm, och var ledamot av dess styrelse från 1932 till 1945, de sista tre åren som ordförande.
Hon var den första av fyra generationer matskribenter, då dottern Pernilla Tunberger, dotterdottern Anna Bergenström och barnbarnsbarnet Fanny Bergenström alla kom att skriva om mat.
Märta Zätterström var gift första gången 1906 med grosshandlare Gotthard Zätterström (1862–1923) och andra gången 1926–1938 med sportjournalisten David Jonason (1894–1974). Hon fick tre barn i första äktenskapet: Birgitta af Klercker (1908–1997), gift med Fredrik af Klercker, journalisten Pernilla Tunberger (1912–1986) och direktören Håkan Zätterström (1918–1998).
Märta Zätterström och hennes första make är begravda på Norra begravningsplatsen utanför Stockholm.